# Wikia Search
Wikia Search（ウィキアサーチ）はウィキア社が開発・運営したウェブ上の検索エンジンまたは検索サービスであった。2008年1月7日にα版が公開された。2009年3月31日にプロジェクトは中止している。

## 概要
オープンソースによる開発によって、既存の商業検索エンジンに付きまとう透明性の問題を解決する事が、最大の目標とされた。また、ウィキペディア同様に利用者による、ソーシャルネットワーキング作用を盛り込む事で、検索精度の向上を図るという独自の方向性が模索された。

## 特徴
検索結果としてウェブページへのリンク一覧とともにキーワードに関連する小記事「Mini Article」が表示されるのが特徴。Mini Articleは誰でも自由に投稿・編集することができる。また、ウェブページのランク付けに利用者の意図が反映されるよう、仕組み作りが行われた。
ソーシャルネットワーキング機能を備え、アカウントを取得することでプロフィールや画像の公開、情報共有が可能となるほか、検索結果に関連人物が表示される「People Matching」などの機能が有効となる。
「透明性（Transparency）, コミュニティ（Community）, 品質（Quality）, プライバシー（Privacy）」の四原則を標榜しており、特に検索エンジンのオープン化（透明性）、利用者参加による精度向上（コミュニティ）の行方が注目されていた。

## プロジェクトの終焉
2009年3月31日に、Wikia Searchの進捗が芳しくなかった事、加えて経済的な事情により、プロジェクトは終了した。中止の発表は、ウィキメディア財団代表、およびウィキア社の創業者である、ジミー・ウェールズにより行われた。